# Gusborn
Gusborn là một đô thị của in the district Lüchow-Dannenberg, bang Niedersachsen, Đức. Đô thị này có diện tích 48,3 km².